# Gemma Jackson
Gemma Jackson (* 1951 in Guildford, Surrey, England) ist eine britische Szenenbildnerin und Produktionsdesignerin.

## Leben
Jackson fungierte sowohl bei Bridget Jones – Schokolade zum Frühstück als auch bei der Fortsetzung Bridget Jones – Am Rande des Wahnsinns als Produktionsdesignerin. Ihr bisher erfolgreichstes Projekt war ihre Mitarbeit am Film Wenn Träume fliegen lernen, für den sie 2005 ihre erste Oscarnominierung erhielt.

„Es wurde enorm davon betroffen, die meisten Veränderungen waren zum Besseren. Die Skala, die wir darstellen können, ist so viel größer als noch vor Jahren. Zum Beispiel in der Lage zu sein moderne Schönheitsfehler zu retuschieren um Straßen zu erschaffen ist sehr nützlich und sehr kostengünstig. Aber wir müssen aufpassen, dass wir VFX nicht die Kunstabteilung überlassen; es muss immer klare Grenzen geben wer wofür verantwortlich ist. Die Produktionsdesigner sollten so viel wie möglich in der Gestaltung Set-Erweiterungen eingebunden werden. Weitblicke, die Geschichten erzählen, aber unter Umständen in VFX gemacht werden, können noch immer in der Kunstabteilung gestaltet werden. Es wäre eine Tragödie und ein Hohn, wenn VFX über der Kunstabteilung herrschen würde – und ich muss sagen, dass die Gefahr, dass dies geschieht in einigen Fällen vorhanden ist.“

Jackson ist mit dem ebenfalls als Produktionsdesigner tätigen Andrew McAlpine verheiratet.

## Filmografie
- 1984: The Man Who Shot Christmas (Kurzfilm)
- 1985: Die Frau auf dem Foto (The Girl in the Picture)
- 1986: Mona Lisa
- 1987: Friendship’s Death
- 1987: Never Say Die (Fernsehserie, 6 Folgen)
- 1988: Paperhouse – Albträume werden wahr (Paperhouse)
- 1990: Chicago Joe und das Showgirl (Chicago Joe and the Showgirl)
- 1991: Miracle – Ein geheimnisvoller Sommer (The Miracle)
- 1992: Irren ist mörderisch (Blame It on the Bellboy)
- 1992: Die Chaoten-Spione (Spies Inc.)
- 1993: Die Spur des Windes – Das letzte große Abenteuer (A Far Off Place)
- 1994: Squanto: A Warrior’s Tale
- 1995: Tom und Huck (Tom and Huck)
- 1997: Schneewittchen (Snow White: A Tale of Terror)
- 1997: Ein Fall für die Borger (The Borrowers)
- 1997: Mothertime (Fernsehfilm)
- 1999: Winslow Boy (The Winslow Boy)
- 1999: Wenn der Nebel sich lichtet – Limbo (Limbo)
- 1999: Was geschah mit Harold Smith? (Whatever Happened to Harold Smith?)
- 2000: State and Main
- 2001: Bridget Jones – Schokolade zum Frühstück (Bridget Jones’s Diary)
- 2001: Iris
- 2002: Killing Me Softly
- 2004: Spartan
- 2004: Wenn Träume fliegen lernen (Finding Neverland)
- 2004: Bridget Jones – Am Rande des Wahnsinns (Bridget Jones: The Edge of Reason)
- 2007: Tödliche Magie (Death Defying Acts)
- 2008: John Adams – Freiheit für Amerika (John Adams, Miniserie, 7 Folgen)
- 2008: Der Andere (The Other Man)
- seit 2011: Game of Thrones (Fernsehserie)
- 2022: The Outfit

## Auszeichnungen
- 2005: BAFTA Award: Nominierung in der Kategorie Bestes Szenenbild für Wenn Träume fliegen lernen
- 2005: Oscarverleihung 2005: Nominierung in der Kategorie Bestes Szenenbild für Wenn Träume fliegen lernen
- 2006: AACTA Award: Auszeichnung in der Kategorie Bestes Szenenbild für Death Defying Acts
- 2008: Emmy Award: Auszeichnung in der Kategorie Bestes Szenenbild für eine Miniserie oder Film für John Adams – Freiheit für Amerika
- 2012: Emmy Award: Auszeichnung in der Kategorie Bestes Szenenbild für eine Serie für Game of Thrones
- 2013: Emmy Award: Nominierung in der Kategorie Bestes Szenenbild für eine Serie für Game of Thrones